# Tim Kellett
Tim Kellett (Knaresborough, 23 de julio de 1964) es un músico, compositor y productor.

## Biografía
Kellett ha trabajado en la industria de la música británica durante los últimos  veinte años. Su carrera profesional empezó en 1984, cuando él se unió a una banda post-punk británica llamada The Durutti Column como trompetista. En 1985 se unió a Simply Red como trompetista y tecladista. Según MTV el se unió a Simply Red a inicios de 1981.
Obuvieron un No.2 de Reino Unido y un N.1 en EE. UU. en 1986 con "Holding Back The Years. Kellett Dejó la banda en 1991. En 1994, Kellett formó Olive con Robin Taylor-Firth. 
Kellett también tuvo éxito escribiendo canciones para Lighthouse Family y, más recientemente, James Morrison y Matthew Ward.[cita requerida] Otras colaboraciones incluyen Nate James, Ella Chi, Emma Bunton, Gareth Gates, Girls Aloud, Christophe William y Taio Cruz. Este último escribió y produjo con Kellett la pista "Never Gonna Get Us" para el álbum de Cruz de 2008 Departure.

## Discografía

### The Durutti Column
- Without Mercy (1984)
- Circuses and Bread (1986)

### Simply Red
- Picture Book (1985)
- Men And Women (1987)
- A New Flame (1989)
- Stars (1991)

### Olive
- Extra Virgin (1996)
- Trickle (2000)

### James Morrison
- "This Boy" (2007) de su álbum de debut, Undiscovered
- "One Last Chance" (2007) también de Undiscovered

## Lectura adicional
- The Rolling Stone Encyclopedia of Rock & Roll – 3ª Edición
- The 1000 UK Number One Hits